# 田中純一郎
田中 純一郎（たなか じゅんいちろう、1902年12月3日 - 1989年3月26日）は、日本の映画史家、映画評論家、編集者。本名：松倉 寿一（まつくら ひさいち）。代表作は『日本映画発達史』。

## 人物・来歴

### 映画史家として
1902年（明治35年）12月3日、群馬県新田郡生品村（のち新田郡新田町、現：太田市新田地区）で出生。
大正初年に上京し、東京市神田区（現：東京都千代田区）の旧制中学校に通う。映画に夢中になり、卒業後には映画界に入る旨を祖父に表明すると、学業半ばに同市日本橋区（現：中央区日本橋）の糸屋に奉公に出されてしまう。奉公先の主人が簿記学校に通わせてくれるので、外出するとやはり映画館に入ってしまうような映画狂（シネフィル）で、映画雑誌によく投稿していた。当時の投稿仲間には、芥川柳三（のち飯島正）、古川緑波がいた。1919年（大正8年）に、全世界で流行したスペイン風邪に罹患、死線をさまよっている。
東洋大学在学中に批評家としてデビューした。卒業後まもない1925年（大正14年）に、雑誌『映画時代』を、1930年（昭和5年）に雑誌『キネマ週報』を各・創刊編集に参加した。
第二次世界大戦中は東宝映画に在籍し地方巡回の映画上映などを手がけ、1940年（昭和15年）から1943年（昭和18年）にかけ地方巡回しながら、幻の撮影技師土屋常吉の足跡を追った。終戦後は『キネマ旬報』編集長、日本大学芸術学部講師を歴任した。
1957年 （昭和32年）に、代表作『日本映画発達史』第1巻「活動写真時代」、第2巻「無声からトーキーへ」、第3巻「戦後映画の解放」を中央公論社で上梓。1966年（昭和41年）に、『日本映画発達史』等の執筆による功労により藍綬褒章を受章
1965年（昭和40年）から1967年（昭和42年）にかけ、『キネマ旬報』誌に『秘稿日本映画』を連載する。
1968年（昭和43年）に、続編『日本映画発達史』第4巻「史上最高の映画時代」を上梓。同年12月1日、「映画の日」特別功労賞を受賞。
1976年（昭和51年）7月、中公文庫版で『日本映画発達史』第5巻「映像時代の到来」を上梓（他も改訂再刊）、同シリーズの完結をみた。同年、『日本映画発達史』全5巻が評価され、日本映画ペンクラブ賞を受賞した。
1985年（昭和60年）12月、松竹の創業90年に際し、大著『松竹九十年史』を編む。同書は、新藤兼人の指摘に拠れば、経営者の視点にのみ拠るものではなく、第二次世界大戦中での松竹は、時代遅れであった事実に触れ、客観的な評価を下しているという。
1989年（平成元年）3月26日、死去。満86歳没。晩年は東京都練馬区南大泉に居を構え、都心・銀座地区での試写に出向くために電車の定期券を常時携帯していた。

### 没後
没後9年が経過した1998年（平成10年）、出身地の群馬県新田郡新田町で、「第1回 田中純一郎記念日本映画史フェスティバル」が開催された。同フェスティバルは2002年（平成14年）の第5回まで毎年開催された。なお同町は2005年（平成17年）3月28日に、平成の大合併で太田市に編入された。
没後15年が経過した2004年（平成16年）12月、単行本・未刊だった『秘稿日本映画』は、新編『秘録・日本の活動写真』（ワイズ出版、本地陽彦監修）で上梓された。

## 受賞・受章歴
- 1966年 - 藍綬褒章
- 1968年 - 「映画の日」特別功労賞[5]
- 1976年 - 日本映画ペンクラブ賞（著書「日本映画発達史」全5巻）[6]

## ビブリオグラフィ
国立国会図書館所蔵作品での一覧。
- 『チヤツプリン「街の灯」』 内外社、1932年
- 『日本映画史 第1巻』 斎藤書店、1948年
- 『日本映画発達史』 中央公論社（現：中央公論新社）、1957年、1968年（第4巻、1・2・3巻は再版）、1976年（第5巻）

1. 「活動写真時代」中央公論社、1957年、新版1980年2月 / 中公文庫、1975年12月 ISBN 4122002850
2. 「無声からトーキーへ」中央公論社、1957年、新版1980年3月 / 中公文庫、1976年1月 ISBN 4122002966
3. 「戦後映画の解放」中央公論社、1957年、新版1980年4月 / 中公文庫、1976年2月 ISBN 4122003059
4. 「史上最高の映画時代」中央公論社、1968年、新版1980年5月 / 中公文庫、1976年3月 ISBN 4122003156
5. 「映像時代の到来」中央公論社、新版1980年6月 / 中公文庫、1976年7月 ISBN 4122003520

- 『宣伝　ここに妙手あり』 四季社、1958年
- 『日本の映画 少年産業博物館23』 ポプラ社、1960年 - 青少年向け
- 『大谷竹次郎』 時事通信社「一業一人伝」、1961年 - シリーズ評伝
  - 新版『大谷竹次郎』 時事通信社、1995年10月 ISBN 4788795248
- 『永田雅一』 時事通信社「一業一人伝」、1962年 - シリーズ評伝
- 『日本教育映画発達史』 蝸牛社、1979年9月 - 日本の教育映画の歴史
- 『映画なんでも小事典』 社会思想社<現代教養文庫>、1980年1月 - 編著代表
　執筆は 岡田豊・川本三郎・小藤田千栄子・佐藤忠男・滋野辰彦・島崎清彦・清水晶・園崎昌勝・山田和夫・吉岡俊雄
- 『日本映画史発掘』 冬樹社、1980年4月
  - 改題『活動写真がやってきた』 中公文庫（解説新藤兼人）、1985年8月 ISBN 4122012457
- 『松竹九十年史』 松竹、1985年12月
- 『秘録 日本の活動写真』 本地陽彦監修、ワイズ出版、2004年12月 ISBN 4898301800

## フィルモグラフィ
- 『大乗の国』 監督藤本修一郎、1940年10月10日、東宝映画 - 脚本
- 『日本漫画映画発達史 漫画誕生』 監督藪下泰司、1971年9月11日、日本動画 - 企画
- 『日本漫画映画発達史 アニメ新画帖』 監督藪下泰司、1973年3月31日、日本動画 - 企画
- 『映画女優』 監督市川崑、1987年1月17日、東宝映画 - 映画史監修

## 註
1. 1 2 3 4 5 6  コトバンクサイト内の記事「田中純一郎」の記述を参照。
2. 1 2 3 4 5  田中純一郎『秘録・日本の活動写真』（本地陽彦監修、ワイズ出版、2004年12月）に記載のプロフィールの記述を参照。
3. 1 2 3 4 5 6 7 8  田中純一郎『日本映画発達史 1 活動写真時代』（1975年12月、中公文庫版）のカバー、あとがき（p.421-423）の記述を参照。
4. ↑  新藤兼人解説「証言者の居場所」-『活動写真がやってきた』中公文庫, p.284.
5. 1 2  “映画の日 特別功労大章・特別功労章及び感謝状贈呈者一覧”.   一般社団法人映画産業団体連合会 (2019年4月30日). 2021年8月10日閲覧。
6. 1 2  “第5回　1976年度”.   日本映画ペンクラブ (2019年4月30日). 2021年8月10日閲覧。
7. ↑  新藤兼人解説「証言者の居場所」-『活動写真がやってきた』中公文庫, p.285.
8. ↑  新藤兼人解説「証言者の居場所」-『活動写真がやってきた』中公文庫, p.279-280.
9. 1 2  資料展示 群馬と映画、群馬県立図書館、2010年2月7日閲覧。[リンク切れ]
10. ↑  日本映画史、日本映画文献に関する研究者。田中の出身地・新田町での「田中純一郎記念・日本映画史フェスティバル」の実行委員、プロデューサーでもあった。
11. ↑  国立国会図書館蔵書検索・申込システム「NDL-OPAC」での「田中純一郎」の検索結果を参照。